# 27e Landingsflottielje
Het 27e Landingsflottielje (Duits: 27. Landungsflottille) was een operationele eenheid van de Duitse Kriegsmarine tijdens de Tweede Wereldoorlog. Zo’n flottielje was normaal uitgerust met onder andere 20 tot 30 stuks van de Marinefährprahm. 

## Geschiedenis

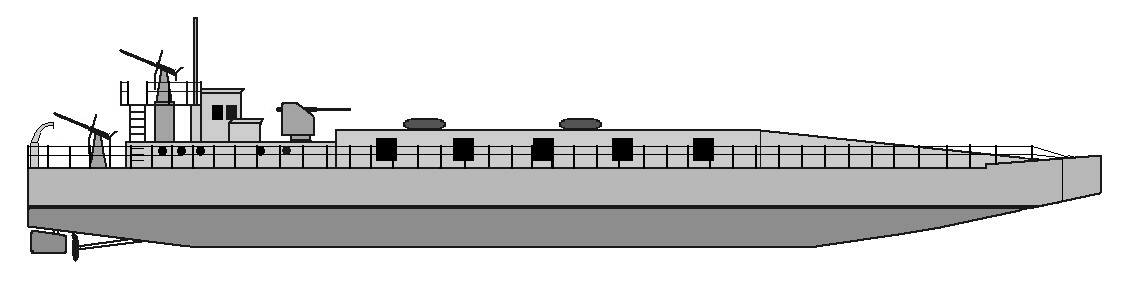
De standaarduitrusting: de Marinefährprahm

Het flottielje werd opgericht eind 1941 / begin 1942 in Swinemünde opgericht vanuit de Erprobungsverband Ostsee als trainingsflottielje. Het flottielje werd vervolgens omgebouwd tot een frontflottielje met de integratie van voertuigen en personeel van het 17e Landingsflottielje. Op 25 april 1942 verhuisde het flottielje met vijf AFP’s en 21 MFP’s naar Tallinn. Vanaf 10 mei 1942 opereerde het vanuit Tallinn en werd het onder meer gereed gehouden voor de verovering van Leningrad. Van 21 tot 25 mei 1942 namen MFP's van het flottielje deel aan het leggen van de mijnbarrières "Seeigel 1 - 8" vanuit Hungerburg en Kotka. Het flottielje werd vervolgens gebruikt voor bewakingsoperaties bij de mijnbarrières en andere mijnoperaties. In juli 1942 nam het met een paar boten deel aan het afweren van Sovjet-landingspogingen op Sõmeri. In december 1942 verhuisde het flottielje terug naar Swinemünde.

### Einde
Het 27e Landingsflottielje werd op 15 februari 1943 in Swinemünde omgedoopt tot het 24e Landingsflottielje.

## Commandanten
| Rang             | Naam           | Begin      | Eind             |
| ---------------- | -------------- | ---------- | ---------------- |
| Fregattenkapitän | Günter Masberg | april 1942 | 15 februari 1943 |